# Перминова, Светлана Леонидовна
Светла́на Леони́довна Пе́рминова (род. 29 августа 1990, д. Отогурт, Глазовский район, Удмуртская АССР) — российская биатлонистка. Мастер спорта России.

## Спортивная карьера
Входила в юниорскую и резервную сборные России.
Училась в Глазовском госпединституте им. В. Г. Короленко.
В 2015 году завершила спортивную карьеру.

### Юниорские и молодёжные достижения
| Год  | Место проведения | Возраст | Инд | Спр | Пр  | Эст |
| 2009 | ЧЕ Уфа           | U21     | —   | 9   | 8   | —   |
| 2010 | ЧМ Турсбю        | U21     | 11  | 10  | 8   | 1   |
| 2010 | ЧЕ Отепя         | U21     | 8   | 4   | DNF | —   |
| 2011 | ЧМ Нове Место    | U21     | 5   | DNF | —   | 1   |
| 2011 | ЧЕ Валь-Риданна  | U21     | 11  | 4   | 3   | 1   |

### Карьера в Кубке IBU
Сезон 2010—2011
- 12 марта 2011 года на заключительном этапе сезона 2011/12 дебютировала в спринтерской гонке — 15 место.
- Провела за сезон две гонки из 17. В общем зачёте с 47 очками заняла 88-е место[4].

### Карьера в Кубке мира
- На этапах Кубка мира не выступала.

## Личная жизнь
Сестра Виктория (род. 1992) также занималась биатлоном.